# بروس بيرد
بروس بيرد (بالإنجليزية: Bruce Baird)‏ هو دبلوماسي وموظف مدني وسياسي أسترالي، ولد في 28 فبراير 1942 في سيدني في أستراليا. حزبياً، نشط في الحزب الليبرالي الأسترالي. وقد انتخب عضو الجمعية التشريعية نيو ساوث ويلز عن دائرة Electoral district of Northcott ‏ (24 مارس 1984 – 3 مايو 1995) وانتخب عضو مجلس النواب الأسترالي عن دائرة كوك ‏ (3 أكتوبر 1998 – 17 أكتوبر 2007).